# Institut supérieur de gestion
Pour les articles homonymes, voir ISG.
Ne doit pas être confondu avec École supérieure de gestion.
L'Institut supérieur de gestion (ISG Paris) est une grande école de commerce privée reconnue par l’État fondée en 1967 qui délivre un PGE (programme grande école en 5 ans après le baccalauréat) un bachelor, des masters et des MBA. Elle fait partie du groupe Ionis et est membre de la conférence des grandes écoles (CGE), de l'Union des grandes écoles indépendantes (UGEI), de l'EFMD et de l'AACSB. Elle dispose de 7 campus en France (Paris, Bordeaux, Lille, Lyon, Nantes, Nice, Strasbourg et Toulouse) et à l'étranger (Tokyo, New York).

## Historique
L'ISG est créé en 1967 par Pierre-Alexandre Dumas, Jack Forget, Philippe Blime, Bertrand Bruhle, Rémi Charpentier et Pierre Lemonnier. En 1997, l'école intègre IONIS Education Group.
En 1982 et 1984 sont inaugurés les antennes de l’ISG à Tokyo et New York, en 1985 en Chine[source secondaire nécessaire].
En 2004, le diplôme homologué est visé par le ministère de l'Éducation nationale et l'école est accréditée par l'IACBE avant de devenir membre de l'UNIDO en 2006. Elle est habilitée à délivrer le grade de master en 2009[réf. souhaitée]. En 2012, l'ISG Paris est admise au sein de la CGE et de l'UGEI.

## Diplômes
L'Institut supérieur de gestion propose différents diplômes, du bachelor au master, en formation initiale ou en formation continue : programme de bachelor, programme « Grande École » post-bac ou post-prépa, programme Business et Management 3+2, programmes de Master of science, MBA.
Le concours d’entrée au programme Grande École de l'ISG est lié à la banque d'épreuves STEP pour l'intégration post-bac. Le programme est aussi accessible par admission parallèle tout au long du cursus. Une fois intégrés, les étudiants font le choix entre plusieurs parcours, et peuvent participer à de nombreux échanges internationaux.

## Structure
L'ISG fait partie du groupe Ionis sous la forme d'une association loi de 1901 sans but lucratif.     

Bâtiments parisiens de l'ISG
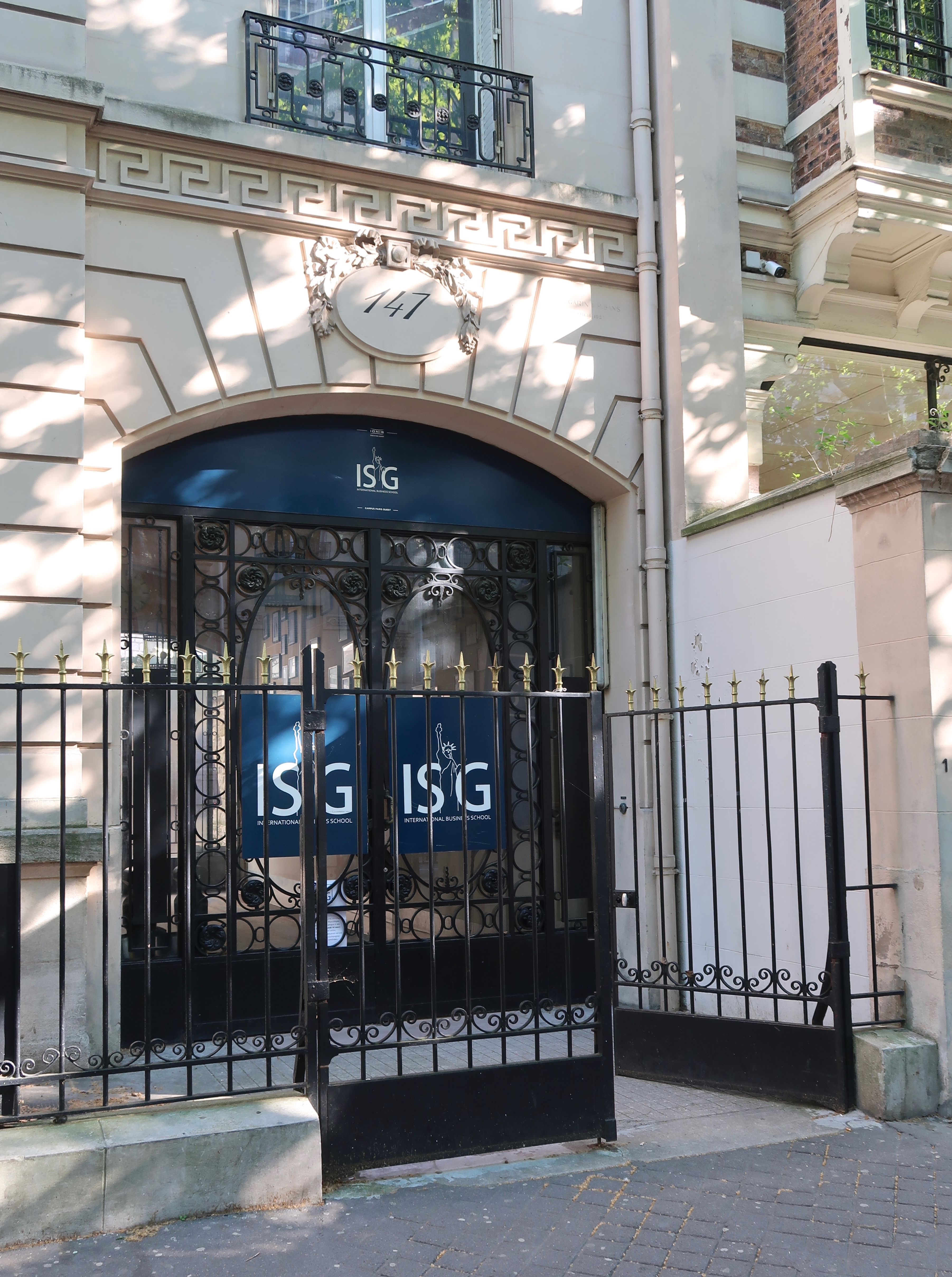
Bâtiment de l'ISG, 147 avenue Victor-Hugo.
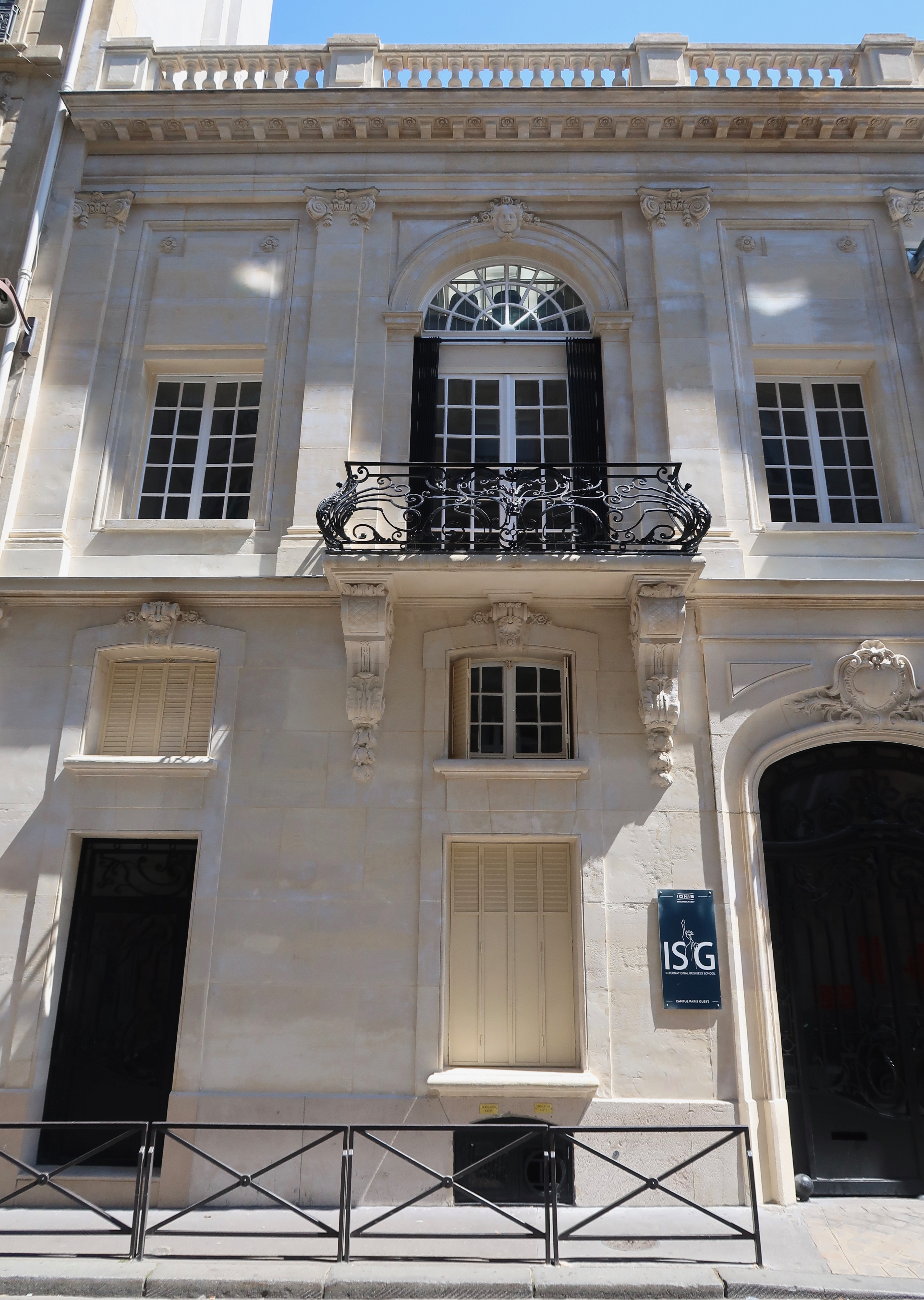
Bâtiment de l'ISG, 45 rue Spontini.
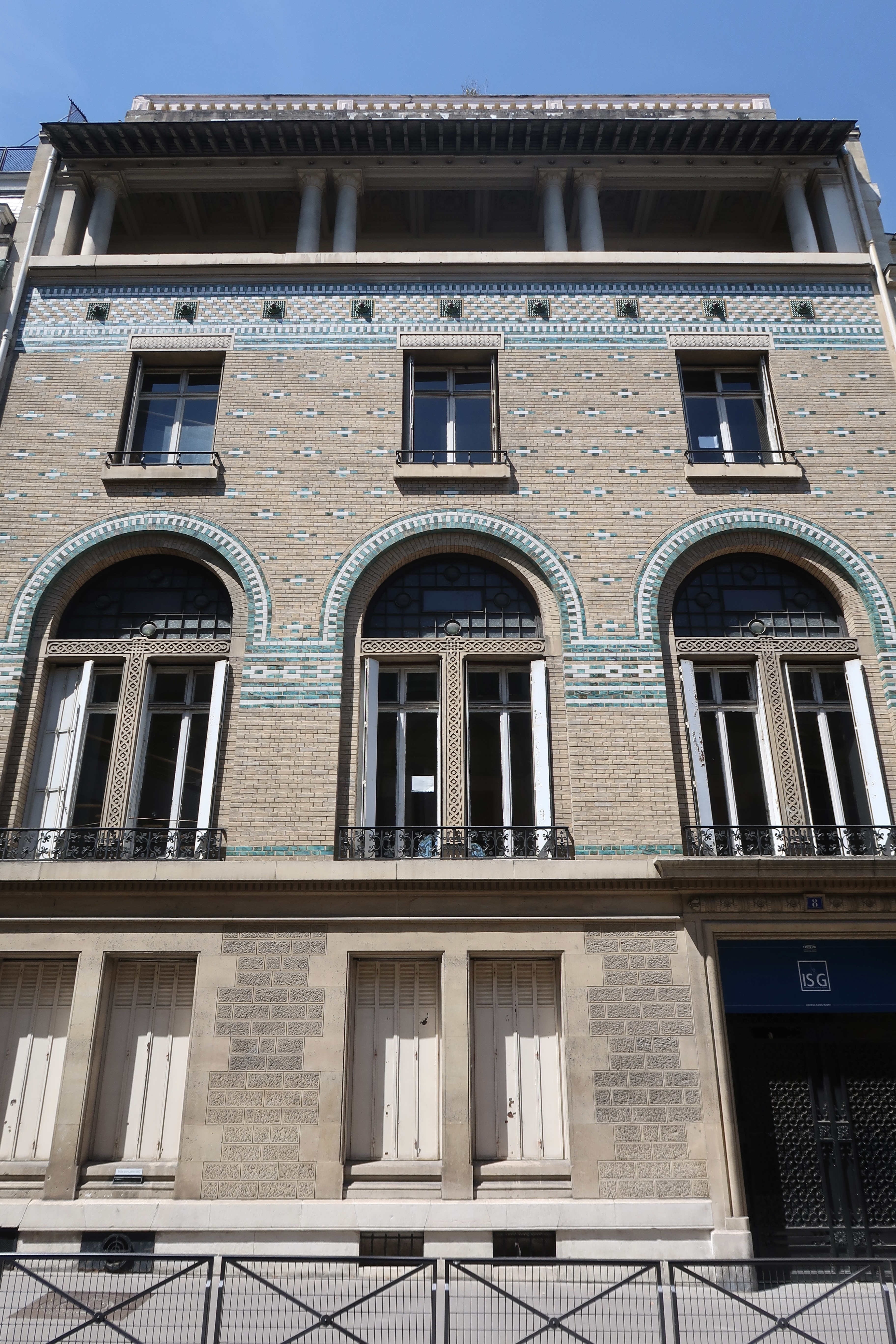
Bâtiment de l'ISG, 8 rue de Lota.

## Personnalités liées
- François Baroin, ministre de l'Économie des Finances et de l'Industrie, ministre du Budget, des Comptes publics et de la Fonction publique, ministre de l'Intérieur, ministre de l'Outre-mer, député et maire de Troyes UMP[7] ;
- Stéphane Courbit, président d'Endemol France, président financière LOV, 58e fortune professionnelle de France[8] ;
- Christophe de Backer, directeur général de HSBC France[9] ;
- Nicolas Merindol, directeur général de la Caisse nationale des Caisses d'épargne, président du conseil d'administration du Crédit foncier[10] ;
- Anne-Sophie Pic, grand chef cuisinier 3 étoiles au Guide Michelin depuis 2007 de la « maison Pic » de Valence, actuellement la seule femme à détenir 3 étoiles au guide[11] ;
- Franck Riester, ministre de la Culture français[12] ;